# Alfred and Plantagenet
Alfred and Plantagenet (offiziell Township of Alfred and Plantagenet) ist eine Flächengemeinde im Osten der kanadischen Provinz Ontario. Sie liegt im Prescott and Russell United Counties und ist ein Township mit dem Status einer Lower Tier (untergeordneten Gemeinde).
Im Rahmen der großen Gebietsreform in Ontario entstand die Gemeinde im Jahr 1997 durch die Zusammenlegung des Township of Alfred, des Dorfes Alfred, des Township North Plantagenet und des Dorfes Plantagenet. 
Die University of Guelph hat einen Campus, den „Campus d’Alfred“, in der Gemeinde.

## Lage
Die Gemeinde liegt an der Einmündung des South Nation Rivers in den Ottawa River. Die Siedlungsschwerpunkte der Gemeinde sind die ehemaligen Dörfer Alfred und Plantagenet. Alfred and Plantagenet liegt etwa 60 Kilometer Luftlinie östlich von Ottawa bzw. etwa 130 Kilometer Luftlinie westlich von Montréal.

## Bevölkerung
Der Zensus im Jahr 2016 ergab für die Gemeinde eine Bevölkerungszahl von 9680 Einwohnern, nachdem der Zensus im Jahr 2011 für die Gemeinde noch eine Bevölkerungszahl von nur 9196 Einwohnern ergeben hatte. Die Bevölkerung hat damit im Vergleich zum letzten Zensus im Jahr 2011 etwas stärker als der Trend in der Provinz um 5,3 % zugenommen, während der Provinzdurchschnitt bei einer Bevölkerungszunahme von 4,6 % lag. Bereits im Zensuszeitraum von 2006 bis 2011 hatte die Einwohnerzahl in der Gemeinde leicht über dem Trend um 6,3 % zugenommen, während sie im Provinzdurchschnitt um 5,7 % zunahm.

### Sprache
In der Gemeinde lebt eine relevante Anzahl von Franko-Ontariern. Bei offiziellen Befragungen gaben etwa 75 % der Einwohner an französisch als Muttersprache oder Umgangssprache zu verwenden. Die Gemeinde hat damit einen der höchsten Anteile an französischsprachigen Einwohner in der Provinz. Auf Grund der Anzahl der französischsprachigen Einwohner gilt in der Gemeinde der „French Language Services Act“. Obwohl Ontario offiziell nicht zweisprachig ist, sind nach diesem Sprachgesetz die Provinzbehörden verpflichtet, ihre Dienstleistungen in bestimmten Gebieten auch in französischer Sprache anzubieten. Die Gemeinde selber gehört auch der Association française des municipalités d’Ontario (AFMO) an und fördert die französische Sprachnutzung auch auf Gemeindeebene.

## Söhne und Töchter der Stadt
- Jacques Landriault (1921–2017), Geistlicher und römisch-katholischer Bischof von Timmins